# Giulia Steingruber
Giulia Steingruber (nascuda el 24 de març de 1994) és una gimnasta suïssa. Va guanyar la medalla de bronze en la competició de salt dels Jocs Olímpics de Rio de Janeiro 2016 i de l'individual (2015), salt (2013, 2014 i 2016) i sòl (2016) al Campionat Europeu. També va formar part de l'equip suís als Jocs Olímpics de Londres 2012. Va ser la primera gimnasta a guanyar el títol individual europeu i la primera a guanyar una medalla olímpica en gimnàstica.

## Carrera

### 2012 — 2014
El 2012, va guanyar la medalla de bronze al Campionat Europeu de Gimnàstica Artística. Poc després, en els Jocs Olímpics de Londres, va ser l'única gimnasta suïssa a participar. En l'individual femení, va acabar en el catorzè lloc amb 56.148 punts. A més, va ser una de les reserves en la final de salt. Al desembre d'aquest any, va competir en la Copa Mundial de Stuttgart, on va guanyar el bronze en l'individual amb una puntuació de 55.565.
Al Trofeu de la Ciutat de Jesolo, va acabar en el vuitè lloc de l'individual. Així mateix, en la Copa Mundial de Doha, va obtenir el bronze en el salt. Al Campionat Europeu de Moscou, va classificar primera per a la final de salt, on també va acabar en primer lloc amb 14.750 punts. També va passar a les finals de sòl i la individual. En aquesta última, va empatar en el quart lloc amb la gimnasta romanesa Diana Bulimar i, en el sòl, va finalitzar en sisè lloc. Al Campionat Mundial d'aquest any, va aconseguir el setè lloc en l'individual, quart en salt i cinquè en sòl.
Va aconseguir la medalla d'or en salt, amb 14.666 punts, al Campionat Europeu de 2014. Així mateix, en el mundial, va finalitzar en el quinzè lloc de l'individual, amb un puntaje total de 55.132. També va empatar en el cinquè lloc de salt amb la britànica Claudia Fragapane.

### 2015

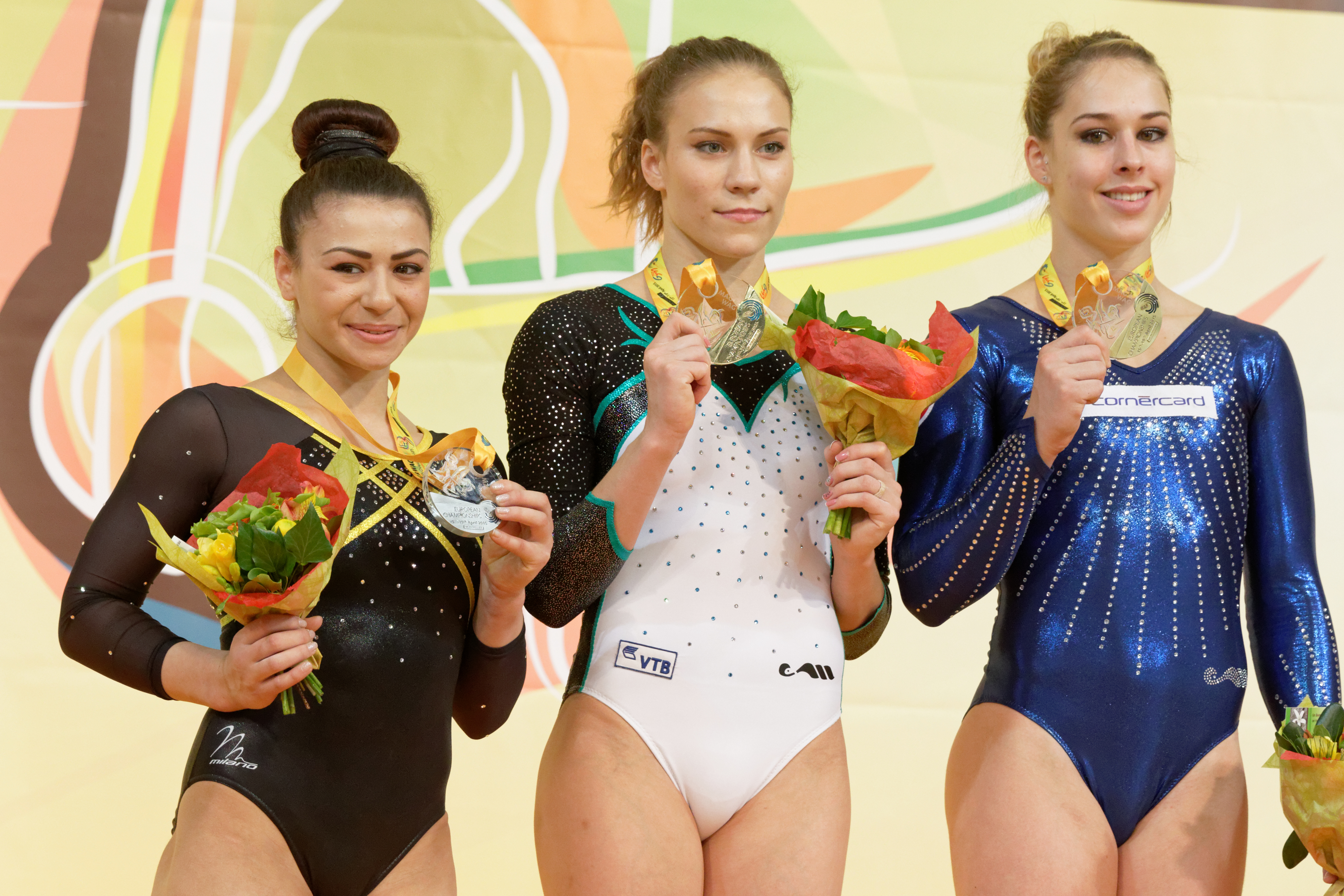
Steingruber al costat de Claudia Fragapane (esquerra) i Ksénia Afanàssieva (centre) en el podi de sòl al Campionat Europeu de Gimnàstica Artística de 2015.

Va obtenir el primer lloc en l'individual del Campionat Europeu, superant a la russa Maria Kharenkova i a la britànica Ellie Downie, amb 57.873 punts. No obstant això, no va aconseguir defensar el seu títol en salt, en ser superada per la russa María Paseka. Steingruber va guanyar el bronze amb 15.149 punts. També va classificar a les finals de barres asimètriques, on va finalitzar en sisè lloc, i sòl, on va guanyar la medalla de bronze. Amb l'or en l'individual, Steingruber es va convertir en la primera suïssa a guanyar el títol europeu.
Al juny, va participar en els Jocs Europeus de Bakú. En aquests Jocs va guanyar la plata en individual, amb 56.699 punts, or en salt i sòl, i bronze en la biga d'equilibri. Més tard, al Campionat Mundial de Glasgow, va classificar a les finals de salt, sòl i individual, on va aconseguir el cinquè lloc. No obstant això, es va lesionar en la final de salt, per la qual cosa no va participar en la final de sòl.

### 2016
En el Campionat Europeu, Steingruber va guanyar l'or en salt i sòl. En els Jocs Olímpics de Rio de Janeiro 2016, va ser la banderera en la cerimònia d'obertura. Sent l'única gimnasta suïssa en l'esdeveniment, va classificar en el lloc catorze el concurs complet, amb 56.899 punts. En la final, va aconseguir el desè lloc. En la final de sòl, va obtenir el tercer lloc amb una mitjana de 15.216 punts, 0.037 per darrere de la medallista de plata. Amb això, Steingruber es va convertir en la primera dona de Suïssa a guanyar una medalla olímpica en gimnàstica. A més, va acabar en el vuitè lloc en el sòl, amb 11.800 punts, després de fallar en dues ocasions.

## Moviments
| Aparell | Nom         | Descripció                                                  | Dificultat | Notes                                                           |
| ------- | ----------- | ----------------------------------------------------------- | ---------- | --------------------------------------------------------------- |
| Biga    | Steingruber | «Mortal gainer estès amb un gir (360°) al final de la biga» | E          | Agregat al Codi de Punts després del Campionat Mundial de 2011. |